# Cacochloris ochrea
Cacochloris ochrea es una especie de polilla de la familia Geometridae. La especie fue descrita por primera vez por William Warren, habiendo sido descrita en 1897, con distribución endémica en África. Tiene distribución en Camerún, República Democrática del Congo, Gambia, Guinea, Costa de Marfil, Kenia, Nigeria, Senegal, Sudán, Tanzania y Uganda. El holotipo de la especie fue descrita a poca distancia del Lago Manyara.